# .bq
.bq – planowana domena internetowa przypisana do Bonaire, Sint Eustatius i Saby.